# 和田三四郎
和田 三四郎（わだ さんしろう、1978年〈昭和53年〉9月9日 - ）は、日本のアクション俳優、アクションコーディネーター。高知県出身。BOSアクションユニティ所属。身長182センチメートル。血液型AB型。

## 来歴・人物
高校時代にアルバイトでキャラクターショーを手伝った際、着ぐるみで別人格を演じることの楽しさを知る。高校卒業後に上京し、イベント会社を経て俳優の道に進み、25歳ごろより特撮番組などで着ぐるみのキャラクターを演じ始める。
1996年、セガの新潟ジョイポリスで20世紀FOXの映画『エイリアン』を題材にしたウォークスルーアトラクション『エイリアンパニック』でナビデーターとして活躍。
主にテレビのアクション番組などに出演しているが、2005年から特撮番組のスーツアクターとしても活動している。代表作は『ウルトラマンメビウス』のウルトラマンメビウス役、『牙狼〈GARO〉-月虹ノ旅人-』の牙狼。
2007年、オリジナルDVD作品『時空警察ヴェッカーシグナ』にて折尾光四郎役で出演。変身前と変身後の両方を演じることとなる。2009年の映画『時空警察ハイペリオン』でも同役を演じる。この出演は、「時空警察ヴェッカーシリーズ」一連の作品を手掛ける畑澤和也が、和田はルックスも良いとして「着ぐるみだけじゃもったいない」と意見したことで実現した。『ハイペリオン』のプロデューサー陣からは「日本一スーツのラインが美しい俳優」と絶賛された。
俳優養成所でアクションの講師も務めている。
2017年11月、歌手の佐咲紗花と結婚。
2023年現在はアクション監督（アクションコーディネーター）としても活躍している。

## 出演

### テレビドラマ
- TBS金曜9時枠 Cheap Love / チープ・ラブ 第4話（1999年11月5日、TBSテレビ系）[8]
- YASHA-夜叉-（2000年） - 伊藤英明吹き替え
- 超星艦隊セイザーX（2005年 - 2006年） - ガレイド、ネオデスカル、ブラックライオ 役
- ウルトラマンメビウス（2006年 - 2007年） - ウルトラマンメビウス 役[9]
- 時空警察ヴェッカーシグナ（2007年） - 折尾光四郎 / 時空刑事オリオン 役
- 牙狼〈GARO〉〜MAKAISENKI〜（2011年 - 2012年） - 銀牙騎士・絶狼 役[3]
- 非公認戦隊アキバレンジャー（2012年） - アキバレッド[3][5]、シャチーク（第9話）[5] 役
- 鳥獣仮面グラウクス（2013年） - グラウクス 役
- 非公認戦隊アキバレンジャー シーズン痛（2013年） - アキバレッド 役
- 衝撃ゴウライガン!!（2013年） - 光人ゴウ 役
- 牙狼〈GARO〉-魔戒ノ花-（2014年） - イズモ / ラテル 役
- 絶狼〈ZERO〉-DRAGON BLOOD-（2017年） - 銀牙騎士・絶狼、仮面男 役
- 神ノ牙-JINGA-（2018年） - ジンガホラー態 役
- アバランチ 最終話（2021年）

### ウェブドラマ
- 仮面ライダージオウ スピンオフ PART2『RIDER TIME 仮面ライダー龍騎』（2019年）
- ヨドンナ（2021年）
- ヨドンナ2（2021年）
- ヨドンナ3 ヨドンナのバレンタイン（2023年）
- 王様戦隊キングオージャー IN SPACE（2024年）

### 映画
- ジュブナイル（2000年） - 吹き替えスタント
- 劇場版 超星艦隊セイザーX 戦え!星の戦士たち（2005年） - マグナビート 役
- 大決戦!超ウルトラ8兄弟（2008年） - ウルトラマンメビウス 役（一部分のみ）[10]
- 時空警察ハイペリオン（2009年） - 折尾光四郎 / 時空刑事オリオン 役
- アウターマン（2015年） - アウターマン 役
- ライズ-ダルライザーTHE MOVIE（2017年） - アクション指導
- 牙狼〈GARO〉-月虹ノ旅人-（2019年） - 牙狼 役
- セイバー+ゼンカイジャー スーパーヒーロー戦記（2021年）
- 仮面ライダー ビヨンド・ジェネレーションズ（2021年）

### オリジナルビデオ
- ウルトラマンメビウス外伝 アーマードダークネス（2008年） - ウルトラマンメビウス 役、GUYS隊員の声
- 爆乳戦隊パイレンジャー （2008年） - ユニコング、カメラング 役
- 呀〈KIBA〉〜暗黒騎士鎧伝〜（2011年） - 風雲騎士バド 役
- 機界戦隊ゼンカイジャーVSキラメイジャーVSセンパイジャー（2022年）
- 王様戦隊キングオージャーVSキョウリュウジャー（2024年）

### 舞台
- 阿修羅城の瞳 BLOOD GETS IN YOUR EYES（2003年8月8日 - 30日、新橋演舞場 / 9月6日 - 28日、大阪松竹座）
- 俺たち賞金稼ぎ団（2015年12月4日 - 9日、シアター1010） - FINGER 役
- ATTACK on TITAN: The Musical （2024年10月11日 - 13日、New York City Center） - Blade Attackers 役[11]

### テレビアニメ
- 牙狼-GARO- -VANISHING LINE-（2017年） - 黄金騎士ガロ（第8話実写アクション） 役
- 蒼天の拳 REGENESIS（2018年） - モーションキャプチャー

### CM
- エステー - ダッシューマン 役

### モーションアクター
- ゼルダの伝説 ブレスオブザワイルド（2017年）[12]

## スタッフ

### テレビドラマ（スタッフ）
- CRISIS 公安機動捜査隊特捜班（2017年） - アクションコーディネーター[13]
- 花のち晴れ〜花男 Next Season〜（2018年） - アクションコーディネーター
- 神ノ牙-JINGA-（2018年） - アクション監督[14]（EPISODE 03・04・07 - 10）
- 4週連続スペシャル スーパー戦隊最強バトル!!（2019年） - ワイヤーリガー
- 特捜9（2019年 - 2025年） - アクションコーディネーター
- 24 JAPAN（2020年） - アクションコーディネーター[15]
- 顔（2024年） - アクションコーディネーター
- ドラマチューズ! ウイングマン（2024年10月23日 - 12月25日、テレビ東京） - アクションコーディネーター[16]

### ウェブドラマ（スタッフ）
- グッドモーニング、眠れる獅子（2022年） - アクションコーディネート
- 忍風戦隊ハリケンジャーwithドンブラザーズ（2022年） - アクション監督
- ヨドンナ3 ヨドンナのバレンタイン（2023年） - アクションコーディネーター[17]
- 爆竜戦隊アバレンジャーwithドンブラザーズ（2023年） - アクション監督[18]
- ヨドンナ THE FINAL（2024年） - アクションコーディネーター
- 仮面ライダーアウトサイダーズ ep.5・ep.6・ep.7（2024年） - アクション監督[19]

### オリジナルビデオ（スタッフ）
- 爆竜戦隊アバレンジャー 20th 許されざるアバレ（2024年） - アクション監督[20]
- 仮面ライダー555 20th パラダイス・リゲインド（2024年） - アクション監督[21]

### ゲーム
- ゼノブレイド3（2022年） - スタントコーディネーター
- BLUE PROTOCOL（2024年） - アクションコーディネーター[22]